# Мамаев, Валерий Александрович
Валерий Александрович Мамаев (20.11.1936 — 10.08.2019) — мастер сборочного цеха Угличского часового завода Министерства приборостроения, средств автоматизации и систем управления СССР, Ярославская область. Полный кавалер ордена Трудовой Славы (1986).

## Биография
Родился 20 ноября 1936 года в городе Углич Ярославской области. Русский.
После окончания Угличского приборостроительного техникума пришёл на Угличский часовой завод Министерства приборостроения и средств автоматизации СССР (в 1957—1963 — Ярославского, в 1963—1965 — Верхневолжского совнархоза, с 1965 года — Министерства приборостроения, средств автоматизации и систем управления СССР). Завод специализировался на выпуске наручных часов, камней для часовой промышленности и корундовых игл для проигрывателей грампластинок. До 1959 года выпускались часы «Звезда», а с 1959 года — женские часы «Волга». Позднее мужские и женские часы завод выпускал под маркой «Чайка».
Освоив в первые месяцы своей работы на заводе операцию «второй пуск», вскоре прошёл весь конвейер и стал декатажником (мастером высшей квалификации). Возглавив бригаду, сумел длительное время удерживать её в числе передовых.
Указами Президиума Верховного Совета СССР от 24 апреля 1975 года и 31 марта 1981 года награждён орденами Трудовой Славы 3-й и 2-й степеней.
Являясь признанным передовиком производства, по просьбе руководства оставил свою бригаду, перешёл в отстающую — и вывел её в передовые. Добившись стабильной работы коллектива, через некоторое время ушёл из этой бригады, чтобы возглавить только что созданный участок сборки часов с помощью роботов. И здесь он также добился высоких показателей в производстве, первым освоив автоматизированную сборку часов на швейцарском сборочном конвейере «Ратисматик» и обучив работе на нём сборщиков своей бригады и других.
Указом Президиума Верховного Совета СССР от 10 июня 1986 года за успехи, достигнутые в выполнении заданий одиннадцатой пятилетки и социалистических обязательств, Мамаев Валерий Александрович награждён орденом Трудовой Славы 1-й степени. Стал полным кавалером ордена Трудовой Славы.
В 1990-х годах был направлен в командировку в Лондон (Великобритания), где в течение полугода занимался предпродажной подготовкой часов своего завода.
В 1997 году вышел на пенсию. Проживал в Угличе. Умер 10.08.2019.
Награждён орденами Трудовой Славы 1-й (10.06.1986), 2-й (31.03.1981) и 3-й (24.04.1975) степеней, медалями.
Лучший мастер Министерства приборостроения, средств автоматизации и систем управления СССР и ЦК профсоюза рабочих машиностроения и приборостроения.

## Награды и звания
Награждён орденами Трудовой Славы 1-й, 2-й, 3-й степеней: 3 ст. 24.04.1975 № 67749
2 ст. 31.03.1981 № 10710
1 ст. 10.06.1986 № 357
- Медаль За доблестный труд
- Медаль «За трудовую доблесть»
- Медаль Ветеран труда
- медалями[1].